# Chordarium europaeum
Chordarium europaeum är en plattmaskart. Chordarium europaeum ingår i släktet Chordarium och familjen Chordariidae. Inga underarter finns listade i Catalogue of Life.